# Marc Lalonde (musicien)
Pour les articles homonymes, voir Lalonde.
Ne doit pas être confondu avec Marc Lalonde.
Marc Lalonde est un chanteur et bassiste franco-ontarien. Avec son frère Michel, il est membre fondateur du groupe Garolou, il participe à tous les albums ainsi qu'à toutes les tournées du groupe depuis 1976

## Carrière
Natifs de Cornwall en Ontario, les deux frères se retrouvent en 1974 à l'Île-du-Prince-Édouard au sein d'une troupe de théâtre. Ils produisent de la musique pour la pièce et le résultat est remarquable. Ils procèdent donc à la création du groupe Lougarou (qui sera rebaptisé par la suite) qui reprend des chansons traditionnelles françaises avec une instrumentation contemporaine rock et folk.

### Garolou
- 1999 Mémoire vive
- 1997 Réunion - Album live
- 1982 Centre-Ville
- 1980 Romancero
- 1978 Garolou
- 1976 Lougarou

### Compilations
- 1998 La Nuit sur l'étang 1973-1998
- 1991 Garolou - Tableaux d'hier V.1 et V.2
- 1981 Garolou - Profil
- 1981 Les Félix / Gagnants 1980

## Nominations & Récompenses
- 2000 : Nomination (Garolou) pour l'album Traditionnel de l'année (Mémoire Vive) au Gala de l’ADISQ
- 1998 : Nomination (Garolou) pour l'album Folk de l'année (Réunion) au Gala de l’ADISQ
- 1982 : Nomination (Garolou) pour l'album Rock de l'année (Centre-Ville) au Gala de l’ADISQ
- 1980 : Prix Félix (Garolou) pour l'album Folk de l'année (Romancero) au Gala de l’ADISQ
- 1979 : Prix Félix (Garolou) pour l'album Folk de l'année (Garolou) au Gala de l’ADISQ
- 1978 :  Or (Garolou) pour l'album Garolou - Garolou (1978)